# کالواکا
کالواکا شهری در شهرستان سواو در استان بولکیمده در بورکینافاسوی غربی مرکزی است جمعیت آن ۲۱۷۵ نفر است.